# Karamsad
Karamsad är en ort i Indien.   Den ligger i distriktet Anand och delstaten Gujarat, i den västra delen av landet, 800 km sydväst om huvudstaden New Delhi. Karamsad ligger 41 meter över havet och antalet invånare är 32 380.
Terrängen runt Karamsad är mycket platt. Runt Karamsad är det mycket tätbefolkat, med 1 177 invånare per kvadratkilometer. Närmaste större samhälle är Anand, 5,4 km öster om Karamsad. Trakten runt Karamsad består till största delen av jordbruksmark.